# Abd-ar-Rahman al-Fassí
Abu-Zayd Abd-ar-Rahman Abu-Muhàmmad ibn Abd-al-Qàdir al-Fassí al-Fihrí (àrab: أبو زيد عبد الرحمن ابن الشيخ عبد القادر الفاسي الفِهري, Abū Zayd ʿAbd ar-Raḥmān b. ʿAbd al-Qādir al-Fāsī al-Fihrī), més conegut simplement com Abd-ar-Rahman al-Fassí (Fes, 1631-1685), fou un erudit musulmà marroquí nascut i criat a Fes. Fou deixeble del seu pare Abd-al-Qàdir al-Fassí i alumne d'altres savis. Fou cèlebre pel gran abast dels seus coneixements en múltiples camps. Es creu que va escriure unes 170 obres sobre el fiqh malaquita, medicina, astronomia i història, però la seva fama deriva principalment del seu caràcter d'alfaquí (jurisconsult). L'obra principal fou Al-Amal al-Fasi. També va escriure un llarg poema.